# Upplands runinskrifter 312
Upplands runinskrifter 312 är en vikingatida runsten av grå granit i Harg, Skånela socken och Sigtuna kommun. Runstenen är 1,3 meter hög, 0,7 meter bred och 0,55 meter tjock. Runhöjden är cirka 6 centimeter. Stenen står inte på sin ursprungliga plats. Den har tidigare stått vid den gamla bron över Hargsån, med U 317 vid den andra sidan ån.

## Inskriften
Translitterering av runraden:
kunar ' sun ' farulfs ' lit ' kiara ' mirki ' fr sial ' iufurfast ' stiubu ' sin ' totur hulmtis
Normalisering till runsvenska:
Gunnarr, sunn Farulfs, let gæra mærki fyr sial Iufurfastaʀ, stiupu sinnaʀ, dottur Holmdisaʀ.
Översättning till nusvenska:
Gunnar, Farulvs son, lät göra minnesvården för Juvurfasts själ, sin styvdotters, Holmdis' dotters.
Ordet "stiupa" (styvdotter) är på runstenar endast belagt på denna sten och på U 313 som står knappt 300 meter norr om denna sten. U 312, U 313 och U 314 är alla resta till minne av Juvurfast och är sannolikt resta samtidigt och ristade av samme ristare.
Troligen är det samma Gunnar Farulvsson och Holmdis som också finns omnämnda på U 315.